# Wang Mingxing
Wang Mingxing (5 de setembro de 1961) é uma ex-handebolista chinesa, medalhista olímpica.
Wang Mingxing fez parte do elenco da medalha de bronze inédita chinesa, em Los Angeles 1984.